# Andrzej Dobiecki
Andrzej (Jędrzej) Dobiecki herbu Ossoria – konsyliarz Rady Nieustającej w 1784 roku, cześnik chęciński w latach 1755–1764,  chorąży chęciński w latach 1764-1783, podkomorzy sandomierski w latach 1783-1793, rotmistrz chorągwi 3 Brygady Kawalerii Narodowej w latach 1787–1791, chorąży znaku pancernego wojewody podlaskiego w 1764 roku.

## Życiorys
Był synem Jana Dobieckiego i Anny Derszniak. Żonaty z Gertrudą Dunin i Franciszką Tymowską.
Był członkiem konfederacji generalnej 1764 roku. W 1764 roku wyznaczony przez konfederację do lustracji dóbr królewskich i innych dóbr w powiatach radomskim, opoczyńskim i chęcińskim oraz ziemi stężyckiej województwa sandomierskiego. Był posłem województwa sandomierskiego na sejm konwokacyjny (1764). W 1764 roku był elektorem  Stanisława Augusta Poniatowskiego z województwa sandomierskiego. Komisarz z rycerstwa w Komisji Wojskowej Koronnej w latach 1765–1770 i w 1775 roku. Poseł na sejm 1766 roku z województwa rawskiego. Członek konfederacji Andrzeja Mokronowskiego i poseł na sejm 1776 roku z województwa sandomierskiego. Poseł na sejm 1782 roku z województwa inflanckiego z Korony. Poseł z województwa sandomierskiego na sejm 1784 roku. Był komisarzem Sejmu Czteroletniego z powiatu chęcińskiego województwa sandomierskiego do szacowania intrat dóbr ziemskich w 1789 roku. W 1790 roku był członkiem Komisji Porządkowej Cywilno-Wojskowej dla powiatu opoczyńskiego i chęcińskiego województwa sandomierskiego.
W 1783 roku został kawalerem Orderu Świętego Stanisława.